# Josefa Ortiz de Domínguez, Tonalá
Josefa Ortiz de Domínguez är en ort i Mexiko.   Den ligger i kommunen Tonalá och delstaten Chiapas, i den sydöstra delen av landet, 700 km sydost om huvudstaden Mexico City. Josefa Ortiz de Domínguez ligger 19 meter över havet och antalet invånare är 670.
Terrängen runt Josefa Ortiz de Domínguez är platt åt sydväst, men åt nordost är den kuperad. Runt Josefa Ortiz de Domínguez är det ganska glesbefolkat, med 50 invånare per kvadratkilometer. Närmaste större samhälle är Tonalá, 11,0 km norr om Josefa Ortiz de Domínguez. Omgivningarna runt Josefa Ortiz de Domínguez är en mosaik av jordbruksmark och naturlig växtlighet.